# Lubuk Kasih
Lubuk Kasih is een bestuurslaag in het regentschap Langkat van de provincie Noord-Sumatra, Indonesië. Lubuk Kasih telt 2996 inwoners (volkstelling 2010).